# Three Sisters (bergstopp i Kenya)
Three Sisters är en bergstopp i Kenya.   Den ligger i länet Meru, i den centrala delen av landet, 140 km norr om huvudstaden Nairobi. Toppen på Three Sisters är 4 534 meter över havet.
Terrängen runt Three Sisters är bergig söderut, men norrut är den kuperad.  Trakten runt Three Sisters är nära nog obefolkad, med mindre än två invånare per kvadratkilometer. Det finns inga samhällen i närheten. Trakten runt Three Sisters består i huvudsak av gräsmarker.